# デヴィッド・シャローン
ディヴィッド・シャローン（David Shallon、1950年10月15日 テルアビブ- 2000年9月16日 ）はイスラエルの指揮者。

## 経歴
ウィーン音楽院で、ハンス・スワロフスキーに指揮を学ぶ。レナード・バーンスタインのアシスタントを経て、1987年から1993年までデュッセルドルフ交響楽団の音楽監督、1992年から 2000年までエルサレム交響楽団の音楽監督、1997年から2000年までルクセンブルク・フィルハーモニー管弦楽団の首席指揮者を務めた。
ウィーン交響楽団、バイエルン放送交響楽団、サンフランシスコ交響楽団、ベルリン・フィルハーモニー管弦楽団、ロンドン交響楽団、フランス国立管弦楽団、イスラエル・フィルハーモニー管弦楽団などに客演。
1981年群馬交響楽団に客演して初来日以後、東京都交響楽団など日本の楽団を度々指揮した。
2000年に東京で客死。
妻のヴィオラ奏者タベア・ツィンマーマンとの協奏曲集のディスクなどが好評を博した。